# Nephelomys
Nephelomys är ett släkte i familjen hamsterartade gnagare med arter som förekommer i södra Centralamerika och nordvästra Sydamerika. Arterna ingick fram till 2006 i släktet risråttor (Oryzomys).
Utbredningsområdet sträcker sig från Costa Rica och norra Venezuela längs Andernas östra sluttningar till Bolivia. I Colombia når släktet kanske bergskedjans västra sluttningar. Släktets medlemmar vistas i regioner som ligger 900 till 3500 meter över havet. Habitatet utgörs av molnskogar och andra fuktiga bergsskogar samt av mer fuktiga områden i buskstäppen Páramo.
Arterna har lång och mjuk päls på ovansidan samt vit eller spräcklig ljusbrun/vit päls på undersidan. Svansen är alltid längre än huvud och bål tillsammans. På ovansidan av de smala bakfötterna förekommer bara glest fördelade hår och undersidan är naken. Den tydligaste skillnaden mot andra risråttor utgörs av kraniets konstruktion. Hos den mest kända arten Nephelomys albigularis har håren på ovansidan mörkbruna samt ljus orangebruna eller ockra avsnitt vad som ger ett spräckligt utseende. Arten är 10 till 16 cm lång (huvud och bål) och har en 14 till 18 cm lång svans. Andra släktmedlemmar är ungefär lika stora.
IUCN godkänner 7 arter och andra avhandlingar omkring 10 arter:
- Nephelomys albigularis, södra Panama till Peru.
- Nephelomys auriventer, Ecuador vid Andernas östra sluttningar.
- Nephelomys caracolus, norra Venezuela.
- Nephelomys devius, Costa Rica och norra Panama.
- Nephelomys keaysi, södra Peru till centrala Bolivia.
- Nephelomys levipes, södra Peru till centrala Bolivia.
- Nephelomys meridensis, nordvästra Venezuela.